# Meissnereffekt
Meissnereffekten er eksklusionen af magnetfelter i en superleder. Denne effekt er en definerende egenskab ved superledere. En almindelig misforståelse er at Meissnereffekten følger af perfekt ledningsevne. Men perfekt ledningsevne fører kun til et konstant magnetfelt i lederen, gennem Faradays lov eller Lenz' lov. En superleder vil ikke blot forhindre ændringer i det interne magnetfelt, men ekskludere magnetfeltet.
Dette kan ses ved at observere en magnet oven på en superleder. Den kritiske temperatur er den temperatur hvorunder et materiale bliver superledende. En magnet stilles på en superleder ved en temperatur over superlederens kritiske temperatur, og når temperaturen sænkes til under den kritiske vil magneten levitere, grundet eksklusionen af det magnetiske felt.
| Fysik | Spire Denne artikel om fysik er en spire som bør udbygges. Du er velkommen til at hjælpe Wikipedia ved at udvide den. |